# Павловское (Одоевский район)
Павловское — село в Одоевском районе Тульской области России.
В рамках административно-территориального устройства относится к Жемчужниковской сельской администрации Одоевского района, в рамках организации местного самоуправления включается в сельское поселение Восточно-Одоевское.

## География
Расположено на правом берегу реки Упа. Высота над уровнем моря 220 м.

## Население
| 2010 |
| ---- |
| 10   |

## История
"Село Павловское за рекою за Упою" упоминается в 1566 году в духовной грамоте
князя М.И.Воротынского.